# Плодовитово
Плодови́тово (болг. Плодовитово) — село в Старозагорській області Болгарії. Входить до складу общини Братя-Даскалові.

## Населення
За даними перепису населення 2011 року у селі проживали 663 особи.
Національний склад населення села:
| Національність   | Кількість осіб | Відсоток |
| ---------------- | -------------- | -------- |
| болгари          | 637            | 97,7%    |
| цигани           | 9              | 1,4%     |
| Всього відповіли | 652            |          |

Розподіл населення за віком у 2011 році:
Динаміка населення: